# Alexandre Balmer
Alexandre Balmer (La Chaux-de-Fonds, 4 de mayo de 2000) es un deportista suizo que compite en ciclismo de montaña en la disciplina de campo a través; aunque también disputa carreras de ruta.
Ganó dos medallas en el Campeonato Mundial de Ciclismo de Montaña, oro en 2018 y bronce en 2020, y dos medallas de plata en el Campeonato Europeo de Ciclismo de Montaña, en los años 2018 y 2021.

## Medallero internacional
| Campeonato Mundial | Campeonato Mundial  | Campeonato Mundial | Campeonato Mundial         |
| Año                | Lugar               | Medalla            | Competición                |
| ------------------ | ------------------- | ------------------ | -------------------------- |
| 2018               | Lenzerheide (Suiza) | Medalla de oro     | Campo a través por relevos |
| 2020               | Leogang (Austria)   | Medalla de bronce  | Campo a través por relevos |
| Campeonato Europeo |                     |                    |                            |
| Año                | Lugar               | Medalla            | Competición                |
| 2018               | Graz (Austria)      | Medalla de plata   | Campo a través por relevos |
| 2021               | Novi Sad (Serbia)   | Medalla de plata   | Campo a través por relevos |